# Виктор Заславски
Виктор Лвович Заславски (на руски: Виктор Львович Заславский) е руско-италиански политолог.

## Биография
Роден е на 26 септември 1937 г. в Ленинград, където завършва първо минно инженерство, а след това и история в Ленинградския университет. След продължителни преследвания от режима, през 1975 г. му е разрешено да напусне Съветския съюз и през следващите години работи в Канада и Съединените щати, докато накрая се установява в Италия. Придобива известност с работите си върху политическата система на Съветския съюз и наследилите го след неговото разпадане държави.
Умира на 26 ноември 2009 г. в Рим.